# Fábrica de software
Una fábrica de software es una empresa de la industria del software cuya misión es el desarrollo de software para sus clientes de acuerdo a los requisitos específicos que aquel le solicita.
Típicamente una fábrica de software tiene como su principal fuente de ingreso la venta de proyectos de desarrollo de software, como así también la venta de horas hombre de desarrollo de software. Generalmente la propiedad intelectual de las aplicaciones informáticas desarrolladas le pertenecen al cliente. 
La diferencia principal entre una empresa de Consultoría de Sistemas y un servicio de Fábrica de Software radica en que la primera cubríria toda el Ciclo de Vida de Software, desde la toma de requerimientos y diseño funcional hasta la construcción, pruebas de aceptación e implantación; mientras que la segunda ínicia su tarea a partir de un diseño funcional que "otros" han realizado. Por tanto, los skills de una factoría de software son claramente diferentes: requieren de un menor conocimiento de la necesidades del futuro usuario de negocio, existe más flexibilidad respecto a la ubicación geográfica de la factoría (al no requerir cercanía con el futuro usuario del sistema a fin de definir el requerimiento)y se especializan para conseguir calidad de software a menor coste, automatizando e industrializando los procesos de desarrollo de software donde aplique.
Por lo general la fábrica de software tiene ingresos adicionales por los servicios asociados que brinda a los clientes a los que les desarrolla las aplicaciones informáticas, tales como el mantenimiento, la capacitación, la actualización, el despliegue, el soporte, etc.
Existe una gran diferencia entre una fábrica de software de una fábrica de productos de software, dado que esta última se dedica al desarrollo de software para la generación de productos propios basados en aplicaciones informáticas cuya propiedad intelectual le pertenece.
Es necesario también tener en cuenta que al emprender una fábrica de software se debe capacitar muy bien al personal que va a trabajar para ser más eficientes y contribuyan al desarrollo continuo y avanzado en el transcurrir del tiempo y de las necesidades.